# Тур Украины
Тур Украины — шоссейная многодневная велогонка, проводящаяся на Украине. Входит в Европейского тура UCI, имея категорию 2.2.
Маршрут гонки состоит из 3-4 этапов, включая индивидуальную и командную разделки.

## Призёры
| Год  | Победитель     | Второй         | Третий          |
| ---- | -------------- | -------------- | --------------- |
| 2016 | Сергей Лагкути | Виталий Буц    | Никита Стальнов |
| 2017 | Виталий Буц    | Андрей Василюк | Сергей Лагкути  |